# Cúp quốc gia Wales 1979–80
Cúp quốc gia Wales 1979–80 là mùa giải thứ 93 vcủa giải đấu bóng đá loại trực tiếp hàng năm dành cho các đội bóng ở Wales.

## Vòng loại
| Số thứ tự trận | Đội nhà                   | Tỉ số | Đội khách             | Ghi chú |
| -------------- | ------------------------- | ----- | --------------------- | ------- |
| 1              | Llandudno Town            | 1–3   | Rhos United           |         |
| 2              | Conwy United              | 11–1  | British Steel         |         |
| 3              | Llandudno Amateurs        | 1–2   | Abergele United       |         |
| 4              | Llanfair Caereinion       | 5–1   | Ffostrasol Wanderers  |         |
| 5              | Barmouth & Dyffryn United | 0–2   | Aber AC               |         |
| 6              | Rhayader Town             | 4–3   | Montgomery Town       |         |
| 7              | Abergavenny Thursdays     | 1–2   | Spencer Works Newport |         |
| 8              | Talgarth                  | 1–8   | Taff's Well           |         |
| 9              | Trelewis                  | 1–3   | Brecon Corinthians    |         |

## Vòng Một
| Số thứ tự trận | Đội nhà               | Tỉ số | Đội khách                 | Ghi chú                              |
| -------------- | --------------------- | ----- | ------------------------- | ------------------------------------ |
| 1              | Pwllheli & District   | 2–0   | Porthmadog                |                                      |
| 2              | Connah's Quay Nomads  | 6–2   | Abergele United           |                                      |
| 3              | Rhos United           | 0–6   | Colwyn Bay                | ở Colwyn Bay                         |
| 4              | Conwy United          | 1–0   | Caernarfon Town           |                                      |
| 5              | Courtaulds Greenfield | 0–3   | Flint Town United         |                                      |
| 6              | Blaenau Ffestiniog    | 0–1   | Nantlle Vale              |                                      |
| 7              | Llay Welfare          | 1–2   | Gresford Athletic         |                                      |
| 8              | Ruthin                | 2–2   | Chirk AAA                 |                                      |
| ’‘đá lại’’     | Chirk AAA             | 0–2   | Ruthin                    |                                      |
| 9              | Mold Alexandra        | 0–5   | Brymbo Steelworks         |                                      |
| 10             | Denbigh Town          | 1–3   | Druids United             |                                      |
| 11             | Bridgnorth Town       | 0–1   | Kidderminster Harriers    |                                      |
| 12             | Stourbridge           | 2–1   | Brierley Hill Alliance    |                                      |
| 13             | Newtown               | 8–0   | Rhayader Town             |                                      |
| 14             | Caersws               | 1–1   | Towyn                     | Towyn bị loại – cầu thủ không hợp lệ |
| 15             | Presteigne St Andrews | 6–2   | Knighton Town             |                                      |
| 16             | Machynlleth           | 2–0   | Welshpool                 |                                      |
| 17             | Llanfair Caereinion   | 2–1   | Aberystwyth Town          | ở Aberystwyth                        |
| 18             | Berriew               | 4–2   | Aber AC                   |                                      |
| 19             | Llanidloes Town       | 3–2   | Llandrindod Wells         |                                      |
| 20             | Brecon Corinthians    | 2–3   | Afan Lido                 |                                      |
| 21             | Taff's Well           | 1–5   | Bridgend Town             | ở Bridgend                           |
| 22             | Sully                 | 0–3   | Barry Town                |                                      |
| 23             | Cardiff Corinthians   | 0–0   | Ferndale Athletic         |                                      |
| ’‘đá lại’’     | Ferndale Athletic     | 3–1   | Cardiff Corinthians       |                                      |
| 24             | Caerau Athletic       | 2–1   | Abercynon Athletic        |                                      |
| 25             | Aberaman Athletic     | 2–0   | Caerleon                  |                                      |
| 26             | Ebbw Vale             | 0–2   | Pontllanfraith            |                                      |
| 27             | Newport YMCA          | 2–4   | Maesteg Park Athletic     |                                      |
| 28             | Spencer Works Newport | 7–0   | South Glamorgan Institute |                                      |
| 29             | Merthyr Tydfil        | 2–1   | Briton Ferry Athletic     |                                      |
| 30             | Pontardawe            | 1–4   | Pembroke Borough          |                                      |
| 31             | Haverfordwest County  | 4–1   | Morriston Town            |                                      |
| 32             | Milford United        | 4–0   | Llanelli                  |                                      |
| 33             | BP Llandarcy          | 1–0   | Ammanford Town            |                                      |

## Vòng Hai
| Số thứ tự trận | Đội nhà               | Tỉ số | Đội khách              | Ghi chú |
| -------------- | --------------------- | ----- | ---------------------- | ------- |
| 1              | Rhyl                  | 2–3   | Colwyn Bay             |         |
| 2              | Connah's Quay Nomads  | 5–0   | Gresford Athletic      |         |
| 3              | Flint Town United     | 0–3   | Brymbo Steelworks      |         |
| 4              | Ruthin                | 1–1   | Druids United          |         |
| ’‘đá lại’’     | Druids United         | 1–3   | Ruthin                 |         |
| 5              | Conwy United          | 2–6   | Oswestry Town          |         |
| 6              | Pwllheli & District   | 0–3   | Nantlle Vale           |         |
| 7              | Machynlleth           | 0–1   | Berriew                |         |
| 8              | Newtown               | 4–0   | Llanfair Caereinion    |         |
| 9              | Caersws               | 1–2   | Kidderminster Harriers |         |
| 10             | Presteigne St Andrews | 2–1   | Llanidloes Town        |         |
| 11             | Maesteg Park Athletic | 3–2   | Haverfordwest County   |         |
| 12             | Bridgend Town         | 3–0   | Spencer Works Newport  |         |
| 13             | Merthyr Tydfil        | 3–1   | Aberaman Athletic      |         |
| 14             | Stourbridge           | 2–3   | BP Llandarcy           |         |
| 15             | Ferndale Athletic     | 0–1   | Caerau Athletic        |         |
| 16             | Ton Pentre            | 2–1   | Pembroke Borough       |         |
| 17             | Milford United        | 1–1   | Barry Town             |         |
| ’‘đá lại’’     | Barry Town            | 4–0   | Milford United         |         |
| 18             | Afan Lido             | 2–4   | Pontllanfraith         |         |

## Vòng Ba
| Số thứ tự trận | Đội nhà                | Tỉ số | Đội khách             | Ghi chú |
| -------------- | ---------------------- | ----- | --------------------- | ------- |
| 1              | Oswestry Town          | 6–0   | Berriew               |         |
| 2              | Bangor City            | 3–0   | Presteigne St Andrews |         |
| 3              | Nantlle Vale           | 3–0   | Newtown               |         |
| 4              | Druids United          | 1–2   | Connah's Quay Nomads  |         |
| 5              | Brymbo Steelworks      | 4–0   | Colwyn Bay            |         |
| 6              | Merthyr Tydfil         | 4–0   | Caerau Athletic       |         |
| 7              | Kidderminster Harriers | 2–1   | Maesteg Park Athletic |         |
| 8              | Worcester City         | 7–0   | BP Llandarcy          |         |
| 9              | Pontllanffraith        | 3–1   | Ton Pentre            |         |
| 10             | Barry Town             | 4–1   | Bridgend Town         |         |

## Vòng Bốn
| Số thứ tự trận | Đội nhà                | Tỉ số | Đội khách            | Ghi chú |
| -------------- | ---------------------- | ----- | -------------------- | ------- |
| 1              | Wrexham                | 5–0   | Connah's Quay Nomads |         |
| 2              | Nantlle Vale           | 2–1   | Brymbo Steelworks    |         |
| 3              | Shrewsbury Town        | 2–2   | Oswestry Town        |         |
| ’‘đá lại’’     | Oswestry Town          | 1–6   | Shrewsbury Town      |         |
| 4              | Chester                | 1–1   | Bangor City          |         |
| ’‘đá lại’’     | Bangor City            | 0–2   | Chester              |         |
| 5              | Swansea City           | 2–0   | Pontllanffraith      |         |
| 6              | Newport County         | 2–0   | Cardiff City         |         |
| 7              | Kidderminster Harriers | 1–0   | Worcester City       |         |
| 8              | Merthyr Tydfil         | 4–2   | Barry Town           |         |

## Vòng Năm
| Số thứ tự trận | Đội nhà        | Tỉ số | Đội khách              | Ghi chú                |
| -------------- | -------------- | ----- | ---------------------- | ---------------------- |
| 1              | Merthyr Tydfil | 1–0   | Chester                |                        |
| 2              | Wrexham        | 0–1   | Newport County         |                        |
| 3              | Swansea City   | 2–0   | Kidderminster Harriers |                        |
| 4              | Nantlle Vale   | 1–4   | Shrewsbury Town        | Thi đấu tại Shrewsbury |

## Bán kết
| Số thứ tự trận | Đội nhà         | Tỉ số | Đội khách       | Ghi chú                                           |
| -------------- | --------------- | ----- | --------------- | ------------------------------------------------- |
| 1              | Newport County  | 3–1   | Merthyr Tydfil  |                                                   |
| 2              | Swansea City    | 2–2   | Shrewsbury Town |                                                   |
| ’‘đá lại’’     | Shrewsbury Town | 2–2   | Swansea City    | Shrewsbury Town thắng 6–5 trong loạt sút luân lưu |

## Chung kết

### Lượt đi
| Newport County | 2–1    | Shrewsbury Town |
| -------------- | ------ | --------------- |
| Tynan 2        | Report | phản lưới       |

| Newport County | Shrewsbury Town |

### Lượt về
| Shrewsbury Town | 0–3    | Newport County            |
| --------------- | ------ | ------------------------- |
|                 | Report | Tynan · Lowndes · Gwyther |

| Shrewsbury Town | Newport County |